# Український мистецький фронт
«Український мистецький фронт» (УМФ) — започаткований у березні 2022 у місті Львів з метою збору коштів для Збройних Сил України. Створили та реалізують проєкт Сергій Федорчук, український музикант та організатор музичних подій та Ольга Черткова, власниця київської комунікаційної агенції Top Media Communication.
Зібрані кошти надходять на  рахунок ГО Міжнародна Асоціація Мистців, далі Міжнародний благодійний фонд "Патріот" використовує їх на потреби окремого полку спеціального призначення НГУ «Азов».

## #дешансонізація
#дешансонізація — перший проєкт Українського Мистецького Фронту, є серією вуличних, клубних та онлайн концертів українських музикантів у Львові. Станом на 11 квітня 2022 було проведено 18 виступів українських музикантів у стилях класичної і електронної музики, джазу, року та блюзу.

## Окремі концерти
18 березня 2022 відбувся 40-хвилинний джазовий концерт серед натовпу біженців на головному залізничому вокзалі Львова. В концерті взяли участь музиканти: труба — Деніс Аду (Кривий Ріг), фортепіано — Костянтин Кравчук (Вінниця), саксофон — Давид Колпаков (Одеса), тромбон — Андрій Арнаутов (Львів), бас — Сергій Федорчук (Львів), ударні — Маркіян Криса (Київ).
27 березня 2022 на Площі Ринок виступив музикант Саша Чемеров, засновник каліфорнійського рок-гурту The Gitas та українського рок-гурту Димна Суміш. У цьому концерті також брали участь: фронтмен гурту O.Torvald з Полтави Женя Галич, який цього разу грав на басу; гітарист з Києва Микола Цховребашвілі, гітарист зі Львова Тарас Кушнірук, та львівський перкусіоніст Даня Білоус.
7 квітня 2022 онлайн з львівського бомбосховища та 8 квітня з LV Café jazz Club в рамках УМФ транслювалася Krutь — проєкт Марини Круть, співачки, композиторки, поетеси і музикантки (бандура, вокал) з Хмельницького. Марина вперше зіграла пісні з ще не виданого альбому. Разом з нею на сцену вийшли музиканти з різних міст країни: Юзькевич Андрій — перкусія (Тернопіль), Гончаренко Микола — гітара (Харків), Деніс Аду — труба, флюгер горн (Кривий Ріг), Сергій Федорчук — контрабас (Львів).
10 квітня 2022 У Львові в LV CAFE jazz-club відбувся благодійний акустичний концерт «Я з України» фронтмена гурту МЕРІ Віктора Винника на підтримку українського війська. Разом із Віктором Винником виступали: Яків Цвєтінський — труба (Дніпро), Тарас Кушнірук — гітара (Львів), Маркіян Криса — ударні (Київ), Сергій Федорчук — контрабас (Львів).